# مقاطعة دوفال (تكساس)

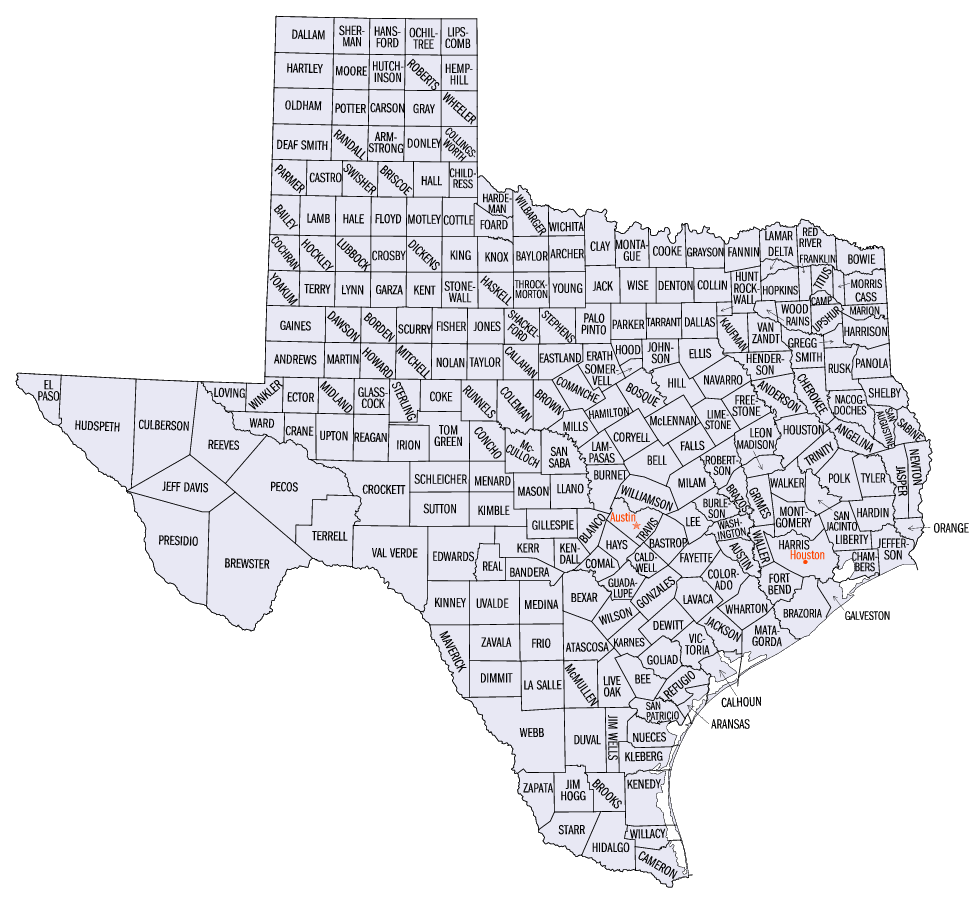
خارطة مقاطعات تكساس

موقع المقاطعة في ولاية تكساس

مقاطعة دوفال (بالإنجليزية: Duval  County)‏ هي إحدى المقاطعات في ولاية تكساس، الولايات المتحدة الأمريكية، يبلغ عدد سكانها 11,782 نسمة طبقا لإحصاء عام 2010 .